# 川内町バスストップ

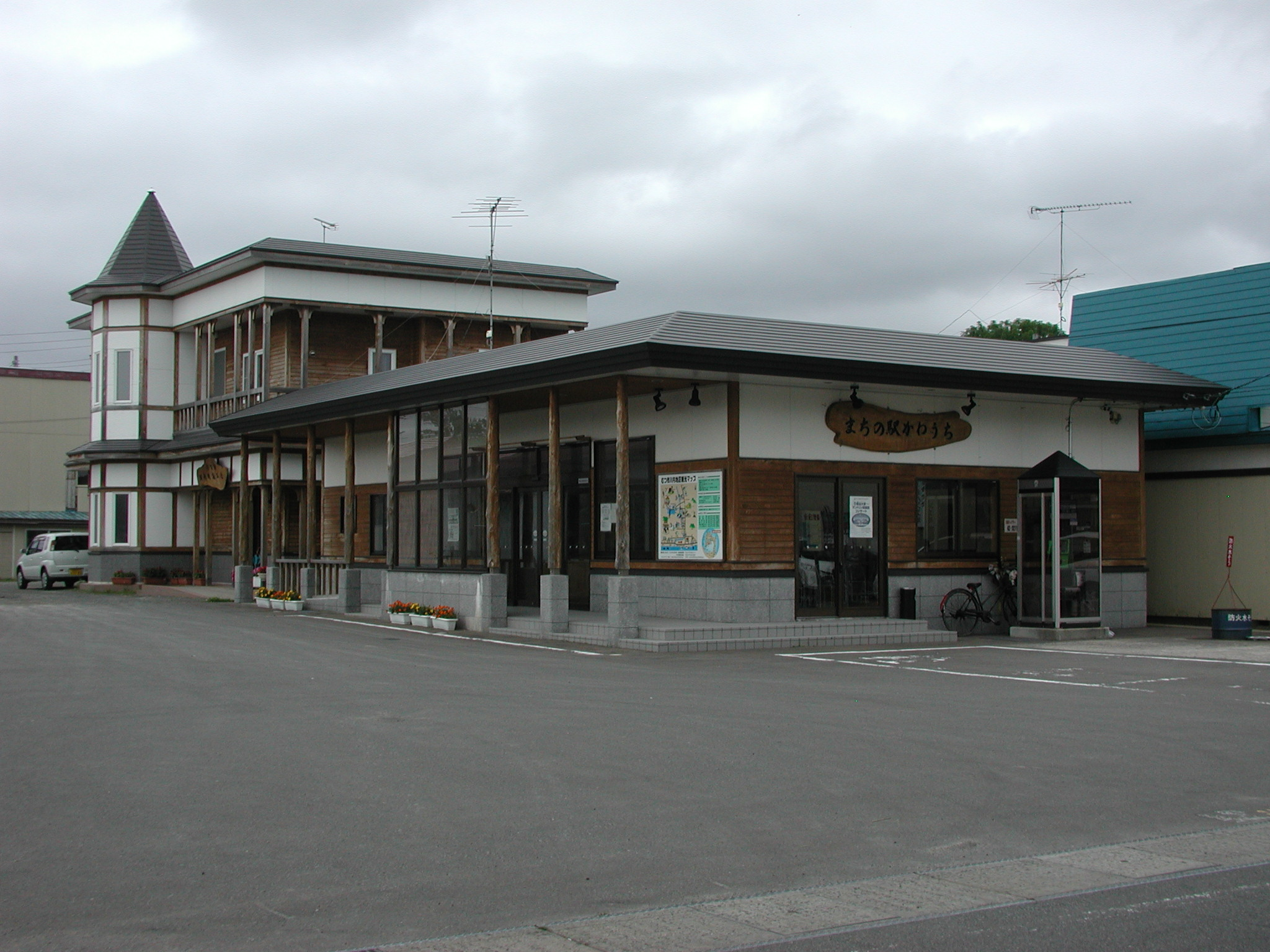
まちの駅 かわうち（2009年8月撮影）

川内町バスストップ（かわうちまちバスストップ）は、青森県むつ市川内町にあるバス停留所である。かつて国鉄バス→JRバス東北川内町駅があった。
跡地には現在、バス待合室「まちの駅 かわうち」がある。現在管理は川内公民館が行っている。

## 沿革
- 19xx年 - 国鉄バス川内町駅開設。
- 1999年8月 - JRバス川内町駅無人化。
- 2002年12月 - JRバス川内町駅舎解体。
- 200x年 - 跡地に「まちの駅 かわうち」[1]オープン。

## 停車路線
- ジェイアールバス東北
  - 下北線（脇野沢方面・田名部方面）
- 川内交通
  - 川内交通線（湯野川温泉方面）

## 周辺
- 青い森信用金庫川内支店（旧：下北信金店）
- 陸奥川内郵便局
- むつ市役所川内庁舎（旧・川内町役場）